# Alexander Foss

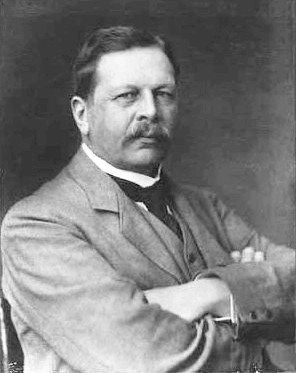
Alexander Foss.

Einar Alexander Foss, född 1 oktober 1858, död 25 november 1925, var en dansk industriman.
Foss var från 1885 delägare i firman FLSmidth & Co, vars maskiner för tegelbruk och cementfabriker fortfarande idag användes över hela världen. Han intog en ledande ställning inom dansk industri och tillhörde bland annat styrelsen för Dansk Arbejdsgiver og Mesterforening. Under första världskriget hävdade Foss skickligt och framgångsrikt det danska näringslivets intressen vid förhandlingar med de krigförande makterna. Foss tillhörde Folketinget 1915-18 och Landstinget från 1918. Han anslöt sig till det konservativa folkpartiet. 1920 utkom en samling av Foss tal och artiklar under titeln I Krigsaarene 1914-1919.